# Barbican promépic
 (avril 2024).
Trachyphonus vaillantii
Espèce
Statut de conservation UICN

 LC  : Préoccupation mineure
Le Barbican promépic (Trachyphonus vaillantii) est une espèce d'oiseaux de la famille des Lybiidae, dont l'aire de répartition s'étend sur l'Ouganda, la Tanzanie, le Burundi, le Rwanda, la République démocratique du Congo, l'Angola, la Namibie, le Botswana, la Zambie, le Zimbabwe, le Malawi, l'Afrique du Sud, le Swaziland et le Mozambique.
Le nom scientifique rend hommage à l'ornithologue français François Levaillant mais il ne faut pas confondre cette espèce avec le Barbican de Levaillant (Lybius minor).

## Liste des sous-espèces

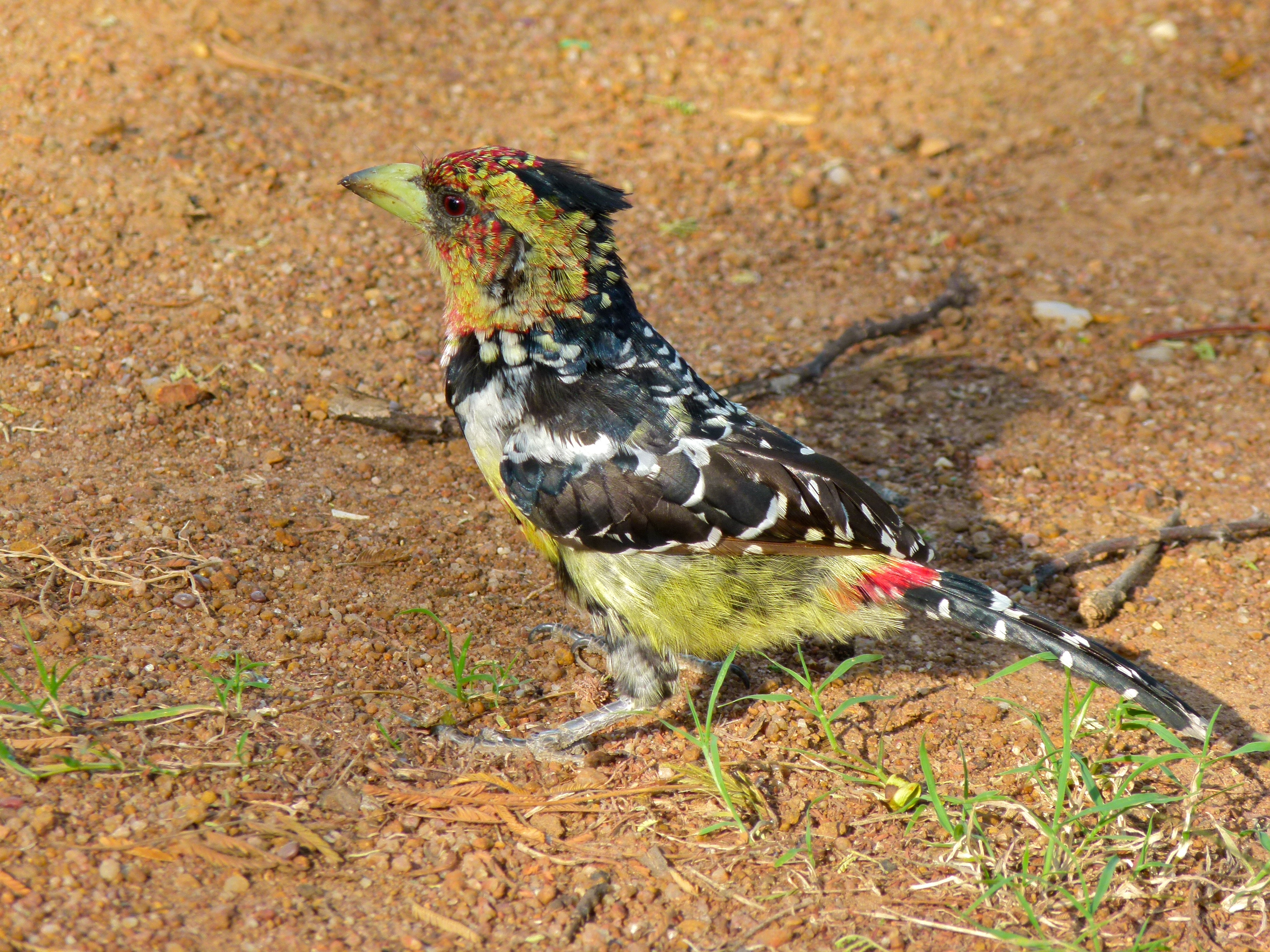
Barbican promépic (Pilanesberg, Afrique du Sud)

- Trachyphonus vaillantii suahelicus Reichenow, 1887
- Trachyphonus vaillantii vaillantii Ranzani, 1821